# Ч
Ч, ч は、キリル文字のひとつ。ヘブライ文字のצに由来する。
対応するグラゴル文字は (Červ) である。

## 呼称
- ロシア語: че（チェー）
- ウクライナ語：チェー
- ブルガリア語: чъ（チュ）
- キルギス語：チェー

## 音素
原則として /tʃ/ を表す。
- ロシア語では原則として軟子音（口蓋化子音）[tɕ] を表す。ただし、[ʂ] を表すことがある。
例：что [ʂto]
- タタール語では原則として摩擦音[ɕ]を表す。ただしロシア語由来の借用語については上記のロシア語におけるものと同様の発音がなされる。

## アルファベット上の位置
ロシア語の第25字母、ベラルーシ語の第26字母、ウクライナ語・セルビア語の第28字母、ブルガリア語の第24字母、マケドニア語の第29字母である。

## 声調記号
中国で1957年に制定されたチワン語表記法では、アラビア数字の 4 との字形の類似性から、第4声（中降調）を示す声調記号として採用されたが、1981年に修正された新表記法ではラテン文字の x に変更された。

## Чに関わる諸事項
- [y] の半母音（両唇硬口蓋接近音）を示す国際音声記号 [ɥ] の代用として用いられることがある。

例（フランス語）: huile /чil/
- ロシア語では что とその派生語や чн という綴りでは [ʂ] (Ш に等しい) と発音される。

## 符号位置
| 大文字 | Unicode | JIS X 0213 | 文字参照        | 小文字 | Unicode | JIS X 0213 | 文字参照        | 備考 |
| ------ | ------- | ---------- | --------------- | ------ | ------- | ---------- | --------------- | ---- |
| Ч      | U+0427  | 1-7-25     | &#x427; &#1063; | ч      | U+0447  | 1-7-73     | &#x447; &#1095; |      |

## 関連記事
- Ҷ, ҷ
- Ҹ, ҹ
- Ӵ, ӵ